# Lista de autoestradas interestaduais auxiliares dos Estados Unidos
Autoestradas interestaduais auxiliares (também designadas como autoestradas interestaduais de três dígitos) são um subconjunto de autoestradas do Sistema Interestadual de Autoestradas dos Estados Unidos. As 323 vias auxiliares dividem-se geralmente em três tipos: vias de ligação, que ligam ou intersectam a via principal numa extremidade; vias de desvio, que ligam à via principal em ambas as extremidades; e vias de cintura, que formam um círculo que intersecta a via principal em dois locais. Algumas rotas ligam-se à rota principal numa extremidade, mas a outra rota na outra extremidade; alguns estados chamam as como spur, enquanto outros as tratam como bypasses. Tal como as rodovias interestaduais primárias, as rodovias auxiliares cumprem as Normas das autoestradas interestaduais (com raras exceções).
As rotas auxiliares mais curtas derivam das rotas principais; os seus números baseiam-se no número da rota principal. Todas as rotas suplementares da Interstate 95 (I-95) são designadas com um número de três dígitos que termina em “95”: I-x95. Com algumas exceções, as rotas de ramal são numeradas com um dígito de centena ímpar (como a I-395), enquanto as rotas de desvio e as vias de circunvalação são numeradas com um dígito de centena par (como a I-695). Como as interestaduais mais longas podem ter muitas dessas rotas suplementares, os números podem repetir-se de estado para estado ao longo do seu percurso, mas não se repetem dentro de um estado.
Existem três estados que não têm autoestradas interestaduais auxiliares: Alasca, Arizona e Novo México. O Dakota do Norte tem uma rota auxiliar, mas não está sinalizada, e a do Wyoming não cumpre as normas das auto-estradas interestaduais.

## Terminologia e diretrizes

As rotas que começam com um número par geralmente se conectam à rodovia principal em dois locais, enquanto os números ímpares se conectam em apenas um local.

As interestaduais auxiliares são divididas em três tipos: rotas de desvio (bypasses), de loop e de spur.
O primeiro dígito dos três dígitos geralmente indica se uma rota é de desvio, de ligação ou de anel viário. Os dois últimos dígitos são derivados da rodovia interestadual principal. Por exemplo, a I-515 contém um número ímpar no primeiro dígito (5), o que indica que essa rodovia é um desvio. Os dois últimos dígitos indicam a origem da rodovia. Nesse caso, o “15” na I-515 mostra que ela é um complemento da I-15.
As exceções às diretrizes de numeração padrão existem por vários motivos. Em alguns casos, as rotas originais foram alteradas, ampliadas ou abandonadas, deixando discrepâncias no sistema. Em outros casos, pode não ser possível usar o número correto porque o conjunto limitado de números disponíveis foi esgotado, fazendo com que um número “não padrão” seja usado.

### Spur route
O número de um spur route geralmente tem um número ímpar em seu primeiro dígito. Geralmente é uma das seguintes opções:
- Pode servir outra seção de uma cidade ou área metropolitana não atendida pela rodovia principal (geralmente o distrito comercial central), terminando em uma rua/avenida regular da cidade ou em uma rodovia abaixo do padrão, como a I-185 em Columbus, Geórgia.
- Ela pode representar a primeira parte de uma rodovia estendida contemplada, uma que se rebaixa para abaixo dos padrões interestaduais com planos de melhorá-la posteriormente. Um exemplo é a I-540 no Arkansas.
- Ela pode conectar deas rodovias interestaduais não relacionadas - como a I-390 no estado de Nova Iorque e a I-355 em Illinois.
  - Os estados diferem em sua interpretação da convenção de numeração nesse caso. No exemplo da I-390 acima, a rota termina em interestaduais, mas não na mesma interestadual em ambas as extremidades, e recebe um primeiro dígito ímpar. Outro exemplo é a I-275 no Tennessee: ela é um conector entre a I-40 e a I-75 (um caso semelhante de ter ambas as extremidades em interestaduais, mas não na mesma interestadual) e recebe um primeiro dígito par.
  - Isso pode variar até mesmo dentro do mesmo estado. Por exemplo, em Michigan, tanto a I-196 quanto a I-696 cruzam a I-96 em uma extremidade e a Interstate 94 na outra.

Os exemplos incluem:
- A I-110 na Califórnia liga a I-10 ao Porto de Los Angeles. Essa rodovia foi construída antes das rodovias interestaduais como Harbor Freeway. Mais tarde, foi adotada no Sistema de Autoestradas interestaduais.
- A I-180 no centro-norte da Pensilvânia conecta Williamsport e o Condado de Lycoming com a I-80 em Milton, que na verdade não entra no Condado de Lycoming. A I-180 também serve de conexão para quem viaja para Nova Iorque e para a I-86 pela U.S. Route 15 e o futuro corredor da I-99 em seu terminal oeste.
- A I-190 em Nova Iorque conecta as cidades de Niagara Falls e Buffalo com a I-90.

Às vezes, uma rodovia interestadual de três dígitos se ramifica de outra rodovia interestadual de três dígitos. Esses ramais não se conectam diretamente com suas rodovias principais, mas estão associados a elas por meio das rodovias de três dígitos com as quais fazem interseção.
Os exemplos incluem:
- A I-380 no norte da Califórnia está localizada na área da Baía de São Francisco. Essa rodovia começa na I-280 e se conecta em US 101 e ao Aeroporto Internacional de São Francisco.
- A I-190 em Massachusetts se ramifica da I-290 perto de Worcester.
- A I-795, no Condado de Baltimore, Maryland, se ramifica a partir da I-695.

### Rota de desvio (bypass)
Uma rotas de desvio pode passar ao redor de uma cidade ou atravessá-la com o desvio da linha principal. Em uma rodovia interestadual típica de 3 dígitos, as rotas de desvio geralmente têm seus dois terminais cruzados com outra rodovia interestadual. As rotas de desvio são precedidas por um número par no primeiro dígito.
Os exemplos incluem:
- A I-220 em Luisiana serve como um desvio do centro de Shreveport.
- A I-440 forma um loop ao redor do lado sul de Nashville.
- A I-890 passa pelo centro de Schenectady, que é evitado pela I-90.

No caso de uma rodovia interestadual auxiliar que tem ambas as extremidades em interestaduais, mas não na mesma interestadual, alguns estados as tratam como desvios, enquanto outros as tratam como ramais - veja Spur route acima.

### Rodoanel
Um rodoanel (também conhecido como rota em loop) circunda completamente uma cidade metropolitana e geralmente é conectado a outras rotas por meio de vários cruzamentos. Diferentemente de outras rodovias interestaduais auxiliares (e, por extensão, de todas as autoestradas interestaduais primárias), os corredores não têm terminais; no entanto, eles têm um local onde a quilometragem da rodovia é zerada. As vias de contorno também são precedidas por um número par no primeiro dígito.
Alguns exemplos de corredores incluem:
- A I-275 em Ohio, Kentucky e Indiana circunda a cidade de Cincinnati.
- A I-465 em Indiana circunda a cidade de Indianápolis.
- A I-495 em Maryland e Virgínia circunda a cidade de Washington, D.C., e é chamada de “The Capital Beltway”.

## Estradas auxiliares
Nota: Esta tabela ordena os números das rotas por rodovia primária.
| Numeração  | Comprimento (mi) | Comprimento (km) | Termino sul / oeste                                                          | Termino norte / leste                                                           | Criado em           | Notas |
| ---------- | ---------------- | ---------------- | ---------------------------------------------------------------------------- | ------------------------------------------------------------------------------- | ------------------- | --- |
| H-201      | 4,10             | 6,60             | H-1 em Halawa, HI                                                            | H-1 em Honolulu, HI                                                             | 2004                | |
| I-105      | 17.32            | 27.87            | SR 1 em El Segundo, CA                                                       | I-605 em Norwalk, CA                                                            | 1963                | |
| I-205      | 12,97            | 20,87            | I-580 próximo de Tracy, CA                                                   | I-5 próximo de Tracy, CA                                                        | 1970                | |
| I-305      | 6,00             | 9,66             | I-80 em West Sacramento, CA                                                  | I-80 Bus / US 50 / SR 99 em Sacramento, CA                                      | 1981                | Não recomendado; segue a rota da US 50 |
| I-405      | 72,15            | 116,11           | I-5 em Irvine, CA                                                            | I-5 em Mission Hills, CA                                                        | 1964                | |
| I-505      | 32,98            | 53,08            | I-80 em Vacaville, CA                                                        | I-5 em Dennigan, CA                                                             | 1977                | |
| I-605      | 27,40            | 44,10            | I-405 em Seal Beach, CA                                                      | I-210 em Irwindale, CA                                                          | 1964                | |
| I-805      | 28,02            | 45,09            | I-5 em San Ysidro, CA                                                        | I-5 em Sorrento Valley, CA                                                      | 1959                | |
| I-905      | 8,96             | 14,42            | I-5 em San Ysidro, CA                                                        | Fed. 1 na fronteira entre Estados Unidos e México em Otay Mesa, CA              | Proposta            | Atualmente SR 905; propõe-se que seja sinalizada como uma autoestrada interestadual. |
| I-105      | 3,49             | 5,62             | OR 99 em Eugene, OR                                                          | I-5 em Springfield, OR                                                          | 1958                | |
| I-405      | 3,53             | 5,68             | I-5 em Portland, OR                                                          | I-5 em Portland, OR                                                             | 1958                | |
| I-205      | 36,64            | 58,97            | I-5 em Tualatin, OR                                                          | I-5 em Salmon Creek, WA                                                         | 1958                | |
| I-405      | 30,30            | 48,76            | I-5 / SR 518 em Tukwila, WA                                                  | I-5 / SR 525 em Lynnwood, WA                                                    | 1957                | |
| I-705      | 1,50             | 2,41             | I-5 / SR 7 em Tacoma, WA                                                     | Schuster Parkway em Tacoma, WA                                                  | 1978                | |
| I-110      | 20,43            | 32,88            | SR 47 em San Pedro, CA                                                       | I-10 / SR 110 em Los Angeles, CA                                                | 1978                | |
| I-210      | 48,72            | 78,41            | I-5 em Sylmar, CA                                                            | SR 57 / SR 210 em Glendora, CA                                                  | 1964                | |
| I-710      | 19,66            | 31,64            | Terminal Island em Long Beach, CA                                            | Valley Boulevard em Alhambra, CA                                                | 1983                | |
| I-110      | 0,92             | 1,48             | Av Abraham Lincoln na fronteira entre Estados Unidos e México em El Paso, TX | I-10 em El Paso, TX                                                             | 1967                | |
| I-410      | 49,49            | 79,65            | Rodoanel entorno de San Antonio, TX                                          | Rodoanel entorno de San Antonio, TX                                             | 1959                | |
| I-610      | 37,97            | 61,11            | Rodoanel entorno de Houston, TX                                              | Rodoanel entorno de Houston, TX                                                 | 1975                | |
| I-110      | 8,89             | 14,31            | I-10 em Baton Rouge, LA                                                      | US 61 em Baton Rouge, LA                                                        | 1964                | |
| I-210      | 12,40            | 19,96            | I-10 a oeste de Lake Charles, LA                                             | I-10 a leste de Lake Charles, LA                                                | 1964                | |
| I-310      | 11,25            | 18,11            | US 90 / LA 3127 em Boutte, LA                                                | I-10 a oeste de Kenner, LA                                                      | 1983                | |
| I-510      | 3,04             | 4,89             | LA 47 em Nova Orleães, LA                                                    | I-10 / LA 47 em Nova Orleães, LA                                                | 1992                | |
| I-610      | 4,52             | 7,27             | I-10 em Metairie–Nova Orleães, LA line                                       | I-10 em Nova Orleães, LA                                                        | 1965                | |
| I-910      | 9,70             | 15,61            | US 90 Bus. em Marrero, LA                                                    | I-10 / US 90 Bus. em Nova Orleães, LA                                           | 1999                | Listada como US 90 Bus. e futura I-49 |
| I-110      | 4,10             | 6,60             | US 90 em Biloxi, MS                                                          | I-10 em D'Iberville, MS                                                         | 1988                | |
| I-310      | —                | —                | US 90 próximo de Port de Gulfport, MS                                        | I-10 em Gulfport, MS                                                            | Proposta            | Futura rodovia coletora em Gulfport, MS |
| I-110      | 6,94             | 11,17            | US 98 Bus. próximo de Pensacola, FL                                          | I-10 próximo de Pensacola, FL                                                   | 1969                | |
| I-215      | 54,50            | 87,71            | I-15 em Murrieta, CA                                                         | I-15 em Devore, CA                                                              | 1982                | Originalmente listado como I-15E |
| I-215      | 11,10            | 17,86            | I-15 / Clark County Route 215 em Enterprise, NV                              | I-515 / US 93 / SR 564 em Henderson, NV                                         | 1996                | |
| I-515      | 20,54            | 33,06            | US 93 / US 95 em Henderson, NV                                               | I-15 / US 93 / US 95 em Las Vegas, NV                                           | 1976                | Não sinalizada até 1994; a estrada forma um multiplex ao longo de toda a sua extensão com a US 93 / US 95 |
| I-215      | 29,02            | 46,70            | I-80 em Salt Lake City, UT                                                   | I-15 em North Salt Lake, UT                                                     | 1963                | |
| I-115      | 1,19             | 1,92             | I-15 / I-90 em Butte, MT                                                     | Iron Street em Butte, MT                                                        | 1971                | |
| I-315      | 0,83             | 1,34             | I-15 em Great Falls, MT                                                      | I-15 Bus / US 89 em Great Falls, MT                                             | 1960                | Não sinalizada |
| I-516      | 6,49             | 10,44            | SR 21 / SR 204 em Savannah, GA                                               | SR 21 em Garden City, GA                                                        | 1985                | |
| I-820      | 35,17            | 56,60            | I-20 em Fort Worth, TX                                                       | I-20 / US 287 em Fort Worth, TX                                                 | 1959                | |
| I-220      | 17,62            | 28,36            | I-20 / LA 3132 em Shreveport, LA                                             | I-20 em Bossier City, LA                                                        | 1979                | |
| I-220      | 12,01            | 19,33            | I-20 em Jackson, MS                                                          | I-55 em Ridgeland, MS                                                           | 1981                | |
| I-520      | 23,34            | 37,56            | I-20 em Augusta, GA                                                          | I-20 em North Augusta, SC                                                       | 1980                | |
| I-222      | —                | —                | I-22 em Graysville, AL                                                       | I-422 em Brookside, AL                                                          | Proposta            | Ligação proposta entre a I-422 e a I-22 devido à impossibilidade de fazer uma ligação direta entre essas duas estradas. |
| I-422      | —                | —                | I-20 / I-59 / I-459 / US 11 em Bessemer, AL                                  | I-59 em Argo, AL                                                                | Proposta            | Em construção; será conectado indiretamente à I-22 pela I-222. |
| I-124      | 1,97             | 3,17             | I-24 em Chattanooga, TN                                                      | US 27 em Chattanooga, TN                                                        | 1960 Não sinalizada | |
| I-225      | 12,00            | 19,31            | I-25 em Denver, CO                                                           | I-70 em Aurora, CO                                                              | 1976                | |
| I-126      | 3,68             | 5,92             | I-26 em Columbia, SC                                                         | US 21 / US 76 / US 176 / US 321 em Columbia, SC                                 | 1961                | |
| I-526      | 19,26            | 31,00            | US 17 em Charleston, SC                                                      | I-526 Bus. / US 17 em Mount Pleasant, SC                                        | 1989                | |
| I-229      | 14,97            | 24,09            | I-29 em Saint Joseph, MO                                                     | I-29 / US 59 / US 71 em Saint Joseph, MO                                        | 1986                | |
| I-129      | 3,48             | 5,60             | US 20 / US 75 / US 77 em South Sioux City, NE                                | I-29 / US 20 / US 75 / em Sioux City, IA                                        | 1976                | |
| I-229      | 11,33            | 18,23            | I-29 em Sioux Falls, SD                                                      | I-90 próximo de Sioux Falls, SD                                                 | 1966                | |
| I-430      | 12,93            | 20,81            | I-30 / US 67 em Little Rock, AR                                              | I-40 / US 65 em Little Rock, AR                                                 | 1980                | |
| I-530      | 46,65            | 75,08            | US 65 em Pine Bluff, AR                                                      | I-30 / I-440 em Little Rock, AR                                                 | 1999                | |
| I-630      | 7,40             | 11,91            | I-430 próximo de Little Rock, AR                                             | I-30 em Little Rock, AR                                                         | 1985                | |
| I-35E      | 97,20            | 156,44           | I-35 ao sul / I-35W ao norte em Hillsboro, TX                                | I-35 ao norte / I-35W ao sul em Denton, TX                                      | 1959                | A I-35 se divide em dois segmentos (I-35E em direção a Dallas e I-35W em direção a Fort Worth) |
| I-35W      | 86,90            | 139,86           | I-35 ao sul / I-35E ao norte em Hillsboro, TX                                | I-35 ao norte / I-35E ao sul em Denton, TX                                      | 1959                | A I-35 se divide em dois segmentos (I-35E em direção a Dallas e I-35W em direção a Fort Worth) |
| I-635      | 37,00            | 59,55            | SH 121 em Grapevine, TX                                                      | I-20 em Balch Springs, TX                                                       | 1959                | |
| I-235      | 5,36             | 8,63             | I-35 / I-40 em Oklahoma City, OK                                             | I-44 em Oklahoma City, OK                                                       | 1989                | |
| I-135      | 95,74            | 154,08           | Kansas Turnpike / I-35 em Wichita, KS                                        | I-70 / US 81 em Salina, KS                                                      | 1976                | |
| I-235      | 16,52            | 26,59            | I-135 / US 81 em Wichita, KS                                                 | I-135 / US 81 / K-15 / K-254 em Wichita, KS                                     | 1965                | |
| I-335      | 50,13            | 80,68            | I-35 / Kansas Turnpike / US 50 em Emporia, KS                                | I-470 / Kansas Turnpike em Topeka, KS                                           | 1987                | |
| I-435      | 80,81            | 130,05           | Rodoanel entorno de Kansas City, KS e de Kansas City, MO                     | Rodoanel entorno de Kansas City, KS e de Kansas City, MO                        | 1965                | |
| I-635      | 8,90             | 14,32            | I-35 em Overland Park, KS                                                    | I-29 / US 71 em Kansas City, MO                                                 | 1968                | |
| I-235      | 13,78            | 22,18            | I-35 / I-80 em West Des Moines, IA                                           | I-35 / I-80 próximo de Des Moines, IA                                           | 1961                | |
| I-35E      | 39,90            | 64,22            | I-35 ao sul / I-35W ao norte em Burnsville, MN                               | I-35 ao norte / I-35W ao sul em Columbus, MN                                    | 1959                | A I-35 se divide em dois segmentos (I-35E em direção a Saint Paul e I-35W em direção a Minneapolis) |
| I-35W      | 42,20            | 67,92            | I-35 ao sul / I-35E ao norte em Burnsville, MN                               | I-35 ao norte / I-35E ao sul em Columbus, MN                                    | 1959                | A I-35 se divide em dois segmentos (I-35E em direção a Saint Paul e I-35W em direção a Minneapolis) |
| I-535      | 2,78             | 4,47             | I-35 / US 53 em Deluth, MN                                                   | US 53 / WIS 35 em Superior, WI                                                  | 1971                | |
| I-238      | 2,23             | 3,59             | I-880 em San Leandro, CA                                                     | I-580 / SR 238 em Castro Valley, CA                                             | 1983                | Considerada uma rodovia auxiliar da I-80 na Califórnia; não há I-38 |
| I-240      | 16,22            | 26,10            | I-44 / US 62 em Oklahoma City, OK                                            | I-40 / US 270 em Oklahoma City, OK                                              | 1965                | A estrada está programada para ser concluída para formar um rodoanel ao redor de Oklahoma City. |
| I-440      | 9,96             | 16,03            | I-30 / I-530 próximo de Little Rock, AR                                      | I-40 / AR 440 próximo de Little Rock, AR                                        | 2003                | |
| I-540      | 15,87            | 25,54            | US 271 / AR 253 próximo de Fort Smith, AR                                    | I-40 em Van Buren, AR                                                           | 1965                | |
| I-140      | 11,17            | 17,98            | I-40 próximo de Farragut, TN                                                 | US 129 próximo de Alcoa, TN                                                     | 1987                | |
| I-240      | 19,27            | 31,01            | I-40 em Memphis, TN                                                          | I-40 em Memphis, TN                                                             | 1970                | |
| I-440      | 7,64             | 12,30            | I-40 em Nashville, TN                                                        | I-24 em Nashville, TN                                                           | 1987                | |
| I-640      | 7,03             | 11,31            | I-40 em Knoxville, TN                                                        | I-40 em Knoxville, TN                                                           | 1982                | |
| I-840      | 77,28            | 124,37           | I-40 próximo de Dickson, TN                                                  | I-40 próximo de Lebanon, TN                                                     | 2016                | |
| I-140      | 6,79             | 10,93            | US 17 próximo de Winnabow, NC                                                | I-40 / US 17 em Wilmington, NC                                                  | 2008                | |
| I-240      | 9,54             | 15,35            | I-26 / I-40 / US 74 próximo de Asheville, NC                                 | I-40 / US 74A em Asheville, NC                                                  | 1980                | |
| I-440      | 16,77            | 26,99            | I-40 / US 1 / US 64 próximo de Cary, NC                                      | I-40 próximo de Raleigh, NC                                                     | 1991                | |
| I-540      | 25,84            | 41,59            | I-40 próximo de Derham, NC                                                   | I-87 / US 64 / US 264 próximo de Knightdale, NC                                 | 1997                | |
| I-840      | 5,77             | 9,29             | I-40 / I-73 / US 421 em Greensboro, NC                                       | I-40 / I-85 / I-785 / I-85 Bus. em Greensboro, NC                               | 2011                | |
| I-244      | 15,75            | 25,35            | I-44 em Tulsa, OK                                                            | I-44 em Tulsa, OK                                                               | 1970                | |
| I-444      | 2,51             | 4,04             | I-244 em Tulsa, OK                                                           | I-244 em Tulsa, OK                                                              | 1970 Não sinalizada | |
| I-345      | 1,40             | 2,25             | I-30 / I-45 em Dallas, TX                                                    | US 75 em Dallas, TX                                                             | 1973                | Não sinalizada |
| I-555      | 49,80            | 80,15            | I-55 em Turrell, AR                                                          | AR 91 em Jonesboro, AR                                                          | 2016                | |
| I-155      | 15,93            | 25,64            | I-55 próximo de Hayti, MO                                                    | US 51 em Dyersburg, TN                                                          | 1980                | |
| I-255      | 30,82            | 49,60            | I-55 / I-270 em Mehlville, MO                                                | I-270 / IL 255 em Pontoon Beach, IL                                             | 1986                | |
| I-155      | 32,13            | 51,71            | I-74 em Morton, IL                                                           | I-55 em Lincoln, IL                                                             | 1992                | |
| I-355      | 32,51            | 52,32            | I-80 em New Lenox, IL                                                        | I-290 em Itasca, IL                                                             | 1989                | |
| I-359      | 2,30             | 3,70             | I-20 / I-59 ao sul de Tuscaloosa, AL                                         | 15th Street no centro de Tuscaloosa, AL                                         | 1983                | |
| I-459      | 32,80            | 52,79            | I-20 / I-59 em Bessemer, AL                                                  | I-59 em Trussville, AL                                                          | 1984                | |
| I-759      | 4,50             | 7,24             | I-59 em Attalla, AL                                                          | US 411 / SR 759 em Gadsden, AL                                                  | 1986                | |
| I-264      | 22,93            | 36,90            | I-64 em Louisville, KY                                                       | I-71 em Louisville, KY                                                          | 1956                | |
| I-264      | 25,07            | 40,35            | I-64 / I-664 em Chesapeake, VA                                               | Parks Avenue em Virginia Beach, VA                                              | 1960                | |
| I-464      | 4,71             | 7,58             | I-64 em Chesapeake, VA                                                       | I-264 em Norfolk, VA                                                            | 1960                | |
| I-564      | 3,03             | 4,88             | SR 337                                                                       | I-64 em Norfolk, VA                                                             | 1970                | |
| I-664      | 20,21            | 32,52            | I-64 / I-264 em Norfolk, VA                                                  | I-64 em Hampton, VA                                                             | 1971                | |
| I-165      | 4,90             | 7,89             | US 43 em Mobile, AL                                                          | I-65 em Mobile, AL                                                              | 1994                | |
| I-565      | 21,40            | 34,44            | I-65 / US 72 / SR 20 em Decatur, AL                                          | US 72 em Huntsville, AL                                                         | 1991                | |
| I-165      | 69,68            | 112,15           | I-65 em Bowling Green, KY                                                    | US 60 / US 231 em Owensboro, KY                                                 | 2019                | Substituiu a William H. Natcher Parkway. |
| I-265      | 24,48            | 39,40            | I-64 em New Albany, IN                                                       | I-65 / KY 841 em Heritage Creek, KY                                             | 1977                | |
| I-365      | 92,31            | 148,56           | I-65 próximo de Park City, KY                                                | US 27 em Cumberland, KY                                                         | Proposta            | Numeração futura da Cumberland Parkway. |
| I-465      | 52,79            | 84,96            | Rodoanel entorno de Indianapolis, IN                                         | Rodoanel entorno de Indianapolis, IN                                            | 1970                | |
| I-865      | 4,72             | 7,60             | I-65 próximo de Indianapolis, IN                                             | I-465 próximo de Indianapolis, IN                                               | 2002                | |
| I-69E      | 56,89            | 91,56            | US 77 / US 83 em Brownsville, TX                                             | US 77 próximo de Raymondville, TX                                               |                     | Eventualmente, a I-69 se dividirá em duas rodovias em Victoria, TX (I-69E para Corpus Christi e Brownsville e I-69W para George West, TX). Em George West, a I-69W se dividirá em duas rodovias (I-69W para Laredo, TX e I-69C para McAllen, TX). |
| I-69C      | 18,00            | 29,00            | I-2 / US 83 / US 281 em Pharr, TX                                            | US 281 / FM 490 em Edinburg, TX                                                 |                     | Eventualmente, a I-69 se dividirá em duas rodovias em Victoria, TX (I-69E para Corpus Christi e Brownsville e I-69W para George West, TX). Em George West, a I-69W se dividirá em duas rodovias (I-69W para Laredo, TX e I-69C para McAllen, TX). |
| I-69W      | 1,40             | 2,30             | World Trade Bridge em Laredo, TX                                             | I-35 / US 59 / US 83 / Loop 20 em Laredo, TX                                    |                     | Eventualmente, a I-69 se dividirá em duas rodovias em Victoria, TX (I-69E para Corpus Christi e Brownsville e I-69W para George West, TX). Em George West, a I-69W se dividirá em duas rodovias (I-69W para Laredo, TX e I-69C para McAllen, TX). |
| I-169      | 1,50             | 2,41             | Port of Brownsville em Brownsville, TX                                       | I-69E / US 77 / US 83 em Olmito, TX                                             | 2015                | |
| I-369      | 3,50             | 5,63             | I-30 / US 59 em Texarkana, TX                                                | US 59 / SH 93 em Texarkana, TX                                                  | 2013                | Parcialmente concluído |
| I-269      | 45,19            | 72,73            | I-55 / I-69 em Hernando, MS                                                  | I-69 em Millington, TN                                                          | 2015                | |
| I-169      | 18,70            | 30,10            | US 45W / US 51 em Union City, TN                                             | US 45E / SR 43 em Martin, TN                                                    | Proposta            | |
| I-169      | 34,27            | 55,15            | I-24 próximo de Hopkinsville, KY                                             | I-69 em Nortonville, KY                                                         | 2017                | Substituiu a Pennyrile Parkway |
| I-369      | 23,44            | 37,73            | I-69 / Pennyrile Parkway em Henderson, KY                                    | US 60 em Owensboro, KY                                                          | Proposta            | Proposta de designação para a Audebon Parkway depois que ela estiver dentro dos padrões. |
| I-569      | 38,45            | 61,87            | I-69 / I-169 em Nortonville, KY                                              | I-165 em Beaver Dam, KY                                                         | Proposta            | Proposta de designação para o segmento leste da Western Kentucky Parkway depois que ela tiver sido modernizada para os padrões. |
| I-469      | 30,83            | 49,62            | I-69 em Fort Wayne, IN                                                       | I-69 em Fort Wayne, IN                                                          | 1995                | |
| I-270      | 5,31             | 8,55             | I-25 / US 36 em Welby, CO                                                    | I-70 / US 36 em Denver, CO                                                      | 1965                | |
| I-470      | 13,72            | 22,08            | I-70 em Topeka, KS                                                           | I-70 / Kansas Turnpike em Topeka, KS                                            | 1960                | |
| I-670      | 2,81             | 4,52             | I-70 em Kansas City, KS                                                      | I-70 em Kansas City, MO                                                         | 1968                | |
| I-170      | 11,17            | 17,98            | I-64 / US 40 em Richmond Heights, MO                                         | I-270 em Hazelwood, MO                                                          | 1956                | |
| I-270      | 50,59            | 81,42            | I-55 / I-255 em Mehlville, MO                                                | I-55 / I-70 próximo de Troy, IL                                                 | 1956                | |
| I-470      | 16,72            | 26,91            | I-49 / I-435 em Kansas City, MO                                              | I-70 em Independence, MO                                                        | 1983                | |
| I-270      | 54,97            | 88,47            | Rodoanel entorno de Columbus, OH                                             | Rodoanel entorno de Columbus, OH                                                | 1964                | |
| I-470      | 6,69             | 10,77            | I-70 próximo de Blaine, OH                                                   | I-70 em Elm Grove, WV                                                           | 1976                | |
| I-670      | 9,37             | 15,08            | I-70 em Columbus, OH                                                         | I-270 próximo do Aeroporto Internacional John Glenn Columbus                    | 2003                | |
| I-270      | 32,60            | 52,46            | I-70 próximo de Frederick, MD                                                | I-495 ao norte de Bethesda, MD                                                  | 1975                | |
| I-270 Spur | 2,10             | 3,38             | I-270 a leste de Potomac, MD                                                 | I-495 ao norte-oeste de Bethesda, MD                                            | 1975                | |
| I-370      | 2,54             | 4,09             | I-270 em Gaithersburg, MD                                                    | MD 200 em Derwood, MD                                                           | 1988                | |
| I-271      | 46,06            | 74,13            | I-71 próximo de Medina, OH                                                   | I-90 em Willoughby Hills, OH                                                    | 1964                | |
| I-471      | 5,75             | 9,25             | I-275 próximo de Newport, KY                                                 | I-71 em Cincinnati, OH                                                          | 1981                | |
| I-172      | 19,69            | 31,69            | I-72 em Quincy, IL                                                           | US 24 em Quincy, IL                                                             | 1995                | |
| I-474      | 14,88            | 23,95            | I-74 em Peoria, IL                                                           | I-74 em Morton, IL                                                              | 1973                | |
| I-274      | 16,83            | 27,09            | US 158 próximo de Clemmons, NC                                               | Future I-74 / Future I-285 / US 52 em Bethania, NC                              | Proposta            | Proposta de rota na área de Winston-Salem |
| I-175      | 1,44             | 2,32             | I-275 em St. Petersburg, FL                                                  | SR 687 em St. Petersburg, FL                                                    | 1980                | |
| I-275      | 60,64            | 97,59            | I-75 próximo de Memphis, FL                                                  | I-75 em Wesley Chapel, FL                                                       | 1973                | |
| I-375      | 1,34             | 2,16             | I-275 em St. Petersburg, FL                                                  | US 92 em St. Petersburg, FL                                                     | 1979                | |
| I-475      | 15,83            | 25,48            | I-75 em Macon, GA                                                            | I-75 em Macon, GA                                                               | 1965                | |
| I-575      | 30,97            | 49,84            | I-75 em Kennesaw, GA                                                         | SR 5 a oeste de Nelson, GA                                                      | 1985                | |
| I-675      | 11,04            | 17,77            | I-75 em Stockbridge, GA                                                      | I-285 ao sul-est de Atlanta, GA                                                 | 1987                | |
| I-275      | 83,71            | 134,72           | Rodoanel entorno de Cincinnati, OH                                           | Rodoanel entorno de Cincinnati, OH                                              | 1962                | Passa por Indiana, Ohio e Kentucky; a Interstate 75 não passa por Indiana. |
| I-275      | 2,98             | 4,80             | I-40 em Knoxville, TN                                                        | I-75 / I-640 em Knoxville, TN                                                   | 1982                | |
| I-475      | 20,37            | 32,78            | I-75 em Perrysburg, OH                                                       | I-75 em Toledo, OH                                                              | 1964                | |
| I-675      | 26,53            | 42,70            | I-75 próximo de Miamisburg, OH                                               | I-70 próximo de Medway, OH                                                      | 1987                | |
| I-275      | 35,01            | 56,34            | I-75 próximo de Monroe, MI                                                   | I-96 / I-696 / M-5 em Farmington Hills, MI                                      | 1977                | |
| I-375      | 1,06             | 1,71             | I-375 BS em Detroit, MI                                                      | I-75 em Detroit, MI                                                             | 1964                | |
| I-475      | 16,99            | 27,34            | I-75 próximo de Grand Blanc, MI                                              | I-75 / US 23 próximo de Mount Morris, MI                                        | 1973                | Passa a leste e ao norte de Flint, MI |
| I-675      | 7,72             | 12,42            | I-75 / US 23 próximo de Saginaw, MI                                          | I-75 / US 23 próximo de Zilwaukee, MI                                           | 1971                | |
| I-176      | 11,33            | 18,23            | I-76 / Pennsylvania Turnpike em Morgantown, PA                               | US 422 próximo de Reading, PA                                                   | 1964                | |
| I-276      | 29,78            | 47,93            | I-76 em King of Prussia, PA                                                  | I-95 / I-295 em Bristol Township, PA                                            | 1964                | |
| I-376      | 78,70            | 126,66           | I-80 próximo de Hermitage, PA                                                | I-76 / US 22 em Monroeville, PA                                                 | 1972                | |
| I-476      | 129,61           | 208,59           | I-95 próximo de Chester, PA                                                  | I-81 / US 6 / US 11 próximo de Clarks Summit, PA                                | 1992                | |
| I-676      | 6,90             | 11,10            | I-76 / US 30 em Filadélfia, PA                                               | I-76 em Camden, NJ                                                              | 1991                | |
| I-277      | 4,46             | 7,18             | Rodoanel entorno de Charlotte, NC                                            | Rodoanel entorno de Charlotte, NC                                               | 1981                | |
| I-277      | 4,14             | 6,66             | I-76 em Akron, OH                                                            | I-77 em Akron, OH                                                               | 1970                | |
| I-278      | 35,62            | 57,32            | US 1 / US 9 em Linden, NJ                                                    | Bruckner Interchange em Bronx, NY                                               | 1961                | Não cruza a I-78 |
| I-478      | 2,14             | 3,44             | I-278 em Brooklyn, NY                                                        | NY 9A em Manhattan, NY                                                          | 1971                | Sem sinalização; não cruza a I-78. |
| I-678      | 14,33            | 23,06            | Aeroporto Internacional John F. Kennedy em Queens, NY                        | Bruckner Interchange em Bronx, NY                                               | 1965                | Não cruza a I-78 |
| I-878      | 0,70             | 1,13             | I-678 em Queens, NY, próximo deAeroporto Internacional John F. Kennedy       | JFK Expressway em Queens, NY, próximo deAeroporto Internacional John F. Kennedy | 1970                | Sem sinalização; não cruza a I-78; direção leste apenas. |
| I-279      | 13,32            | 21,44            | I-376 / US 22 / US 30 em Pittsburgh, PA                                      | I-79 em Franklin Park, PA                                                       | 1972                | |
| I-579      | 1,57             | 2,53             | PA 885 em Pittsburgh, PA                                                     | I-279 / PA 28 em Pittsburgh, PA                                                 | 1971                | |
| I-280      | 57,22            | 92,09            | I-680 / US 101 em San José, CA                                               | King Street em San Francisco, CA                                                | 1964                | |
| I-380      | 1,67             | 2,69             | I-280 em San Bruno, CA                                                       | US 101 em San Bruno, CA                                                         | 1964                | |
| I-580      | 75,63            | 121,71           | US 101 em San Rafael, CA                                                     | I-5 próximo de Westley, CA                                                      | 1964                | Segmentos que fazem parte da I-5W |
| I-680      | 70,52            | 113,49           | I-280 / US 101 em San José, CA                                               | I-80 em Cordelia, CA                                                            | 1955                | |
| I-780      | 6,50             | 10,46            | I-80 em Vallejo, CA                                                          | I-680 em Benicia, CA                                                            | 1955                | |
| I-880      | 47,22            | 75,99            | I-280 / SR 17 em San José, CA                                                | I-80 / I-580 em Oakland, CA                                                     | 1983                | |
| I-980      | 2,03             | 3,27             | I-880 em Oakland, CA                                                         | I-580 / SR 24 em Oakland, CA                                                    | 1981                | |
| I-580      | 30,09            | 48,43            | US 50 em Carson City, NV                                                     | I-80 em Reno, NV                                                                | 2012                | |
| I-180      | 1,09             | 1,75             | I-80 em Cheyenne, WY                                                         | I-80 Bus. / US 30 em Cheyenne, WY                                               | 1984                | Estrada que não atende aos padrões de autoestrada |
| I-180      | 3,18             | 5,12             | US 34 em Lincoln, NE                                                         | I-80 / US 34 / US 77 em Lincoln, NE                                             | 1965                | |
| I-480      | 4,90             | 7,89             | I-80 / US 75 em Omaha, NE                                                    | I-29 / US 6 em Council Bluffs, IA                                               | 1966                | |
| I-680      | 16,49            | 26,54            | I-80 em Omaha, NE                                                            | I-29 próximo de Crescent, IA                                                    | 1966                | |
| I-280      | 26,98            | 43,42            | I-80 próximo de Davenport, IA                                                | I-74 / I-80 próximo de Colona, IL                                               | 1990                | |
| I-380      | 73,05            | 117,56           | I-80 próximo de Iowa City, IA                                                | US 218 em Waterloo, IA                                                          | 1985                | |
| I-880      | 16,57            | 26,67            | I-29 próximo de Loveland, IA                                                 | I-80 próximo de Neola, IA                                                       | 2019                | |
| I-180      | 13,19            | 21,23            | IL 26 / IL 71 em Hennepin, IL                                                | I-80 próximo de Princeton, IL                                                   | 1969                | |
| I-280      | 12,41            | 19,97            | I-75 em Toledo, OH                                                           | I-80 / I-90 / Ohio Turnpike em Lake Township, OH                                | 1959                | |
| I-380      | —                | —                | I-76 / I-77 em Akron, OH                                                     | I-271 em Macedonia, OH                                                          | Proposta            | Designação de proposta para o segmento SR 8 entre Akron e Macedonia |
| I-480      | 41,77            | 67,22            | I-80 / Ohio Turnpike em North Ridgeville, OH                                 | I-80 / Ohio Turnpike em Streetsboro, OH                                         | 1971                | |
| I-680      | 16,43            | 26,44            | I-76 / Ohio Turnpike em North Lima, OH                                       | I-80 / SR 11 próximo de Mineral Ridge, OH                                       | 1964                | |
| I-180      | 28,85            | 46,43            | US 15 / US 220 em Williamsport, PA                                           | I-80 / PA 147 próximo de Milton, PA                                             | 1984                | |
| I-380      | 24,76            | 39,85            | I-80 em Tunkhannock Township, PA                                             | I-81 / I-84 / US 6 em Denmore, PA                                               | 1973                | |
| I-280      | 17,85            | 28,73            | I-80 em Parsippany-Troy Hills, NJ                                            | I-95 / New Jersey Turnpike em Kearny, NJ                                        | 1958                | |
| I-381      | 1,67             | 2,69             | SR 381 em Bristol, VA                                                        | I-81 em Bristol, VA                                                             | 1961                | |
| I-581      | 6,64             | 10,69            | US 220 / SR 24 em Roanoke, VA                                                | I-81 próximo de Hollins, VA                                                     | 1955                | |
| I-481      | 15,04            | 24,20            | I-81 em Onondaga, NY                                                         | I-81 / NY 481 em North Syracuse, NY                                             | 1970                | Será removido quando a I-81 for realinhada na rota |
| I-781      | 4,30             | 6,92             | I-81 em Pamelia, NY                                                          | Entrada principal de Fort Drum em Le Ray, NY                                    | 2012                | |
| I-182      | 15,19            | 24,45            | I-82 / US 12 próximo de Richland, WA                                         | US 12 / US 395 em Pasco, WA                                                     | 1969                | |
| I-283      | 2,91             | 4,68             | I-76 / Pennsylvania Turnpike próximo de Highspire, PA                        | I-83 / US 322 próximo de Harrisburg, PA                                         | 1972                | |
| I-184      | 3,62             | 5,83             | I-84 em Boise, ID                                                            | US 20 / US 26 em Boise, ID                                                      | 1990                | |
| I-384      | 8,20             | 13,20            | I-84 / US 6 em East Hartford, CT                                             | US 6 / US 44 em Bolton, CT                                                      | 1984                | |
| I-684      | 28,47            | 45,82            | I-287 próximo de White Plains, NY                                            | NY 22 próximo de Brewster, NY                                                   | 1974                | Também passa em Connecticut |
| I-685      | 1,00             | 22,53            | I-65 no centro de Montgomery, AL                                             | I-85 em Montgomery, AL                                                          | Proposta            | Numeração futura da I-85 existente em Montgomery quando o Montgomery Outer Loop for concluído e a I-85 for realinhada lá |
| I-185      | 49,30            | 79,34            | US 27 / US 280 / SR 520 em Columbus, GA                                      | I-85 próximo de LaGrange, GA                                                    | 1979                | |
| I-285      | 63,98            | 102,97           | Rodoanel entorno de Atlanta, GA                                              | Rodoanel entorno de Atlanta, GA                                                 | 1969                | |
| I-985      | 24,04            | 38,69            | I-85 próximo de Buford, GA                                                   | SR 369 próximo de Gainesville, GA                                               | 1985                | |
| I-185      | 17,70            | 28,49            | I-385 próximo de Mauldin, SC                                                 | US 29 em Greenville, SC                                                         | 1955                | |
| I-385      | 42,16            | 67,85            | I-26 próximo de Clinton, SC                                                  | US 276 em Greenville, SC                                                        | 1962                | |
| I-585      | 2,25             | 3,62             | US 176 / US 221 / SC 9 em Spartanburg, SC                                    | I-85 Bus. / US 176 próximo de Spartanburg, SC                                   | 1962                | |
| I-285      | 22,8             | 36,7             | I-85 / I-85 Bus. / US 29 / US 52 / US 70 próximo de Lexington, NC            | I-40 / US 52 / US 311 / NC 8 em Winston-Salem, NC                               | 2018                | Uma seção não confirmada da futura I-285 deverá continuar a norte da I-40 durante 10 milhas (16 km) ao longo da US 52, passando pelo centro de Winston-Salem, até à proposta Winston-Salem Northern Beltway.                                      |
| I-485      | 66,68            | 107,31           | Rodoanel no entorno de Charlotte, NC                                         | Rodoanel no entorno de Charlotte, NC                                            | 1988                | |
| I-685      | —                | —                | Greensboro, NC                                                               | Denn, NC                                                                        | Proposta            | Futura numeração multiplex com a US 421, uma vez que essa estrada tenha sido melhorada para os padrões de autoestrada |
| I-785      | 2,21             | 3,56             | I-40 / I-85 / I-840 / I-85 Bus. em Greensboro, NC                            | US 70 em Greensboro, NC                                                         | 2013                | |
| I-885      | 8,57             | 13,79            | I-40 / NC 885 em Research Triangle Park, NC                                  | I-85 / US 70 / US 15 em Derham, NC                                              | 2022                | |
| I-587      | 55,90            | 90,00            | I-87 / US 64 próximo de Zebulon, NC                                          | US 264 próximo de Greenville, NC                                                | 2022                | Antiga seção da US 264 |
| I-287      | 98,72            | 158,87           | I-95 / New Jersey Turnpike / Route 440 em Edison, NJ                         | I-95 em Rye, NY                                                                 | 1961                | |
| I-587      | 1,21             | 1,95             | I-87 / New York State Thruway / NY 28 em Kingston, NY                        | NY 28 / NY 32 em Kingston, NY                                                   | 1960                | |
| I-787      | 10,16            | 16,35            | I-87 / New York State Thruway em Albany, NY                                  | NY 7 em Green Island, NY                                                        | 1968                | |
| I-189      | 1,49             | 2,40             | US 7 em South Burlington, VT                                                 | I-89 em South Burlington, VT                                                    | 1980                | |
| I-190      | 1,72             | 2,77             | I-90 em Rapid City, SD                                                       | US 16 em Rapid City, SD                                                         | 1962                | |
| I-190      | 3,07             | 4,94             | Aeroporto Internacional O'Hare em Chicago, IL                                | I-90 em Chicago, IL                                                             | 1978                | |
| I-290      | 29,84            | 48,02            | I-90 / IL 53 em Rolling Meadows, IL                                          | I-90 / I-94 / Ida B. Wells Drive em Chicago, IL                                 | 1972                | |
| I-490      | —                | —                | I-294 em Franklin Park, IL                                                   | I-90 em Des Plaines, IL                                                         | Proposta            | Número da rota proposta para o desvio de O'Hare |
| I-490      | 2,43             | 3,91             | I-71 / I-90 em Cleveland, OH                                                 | East 55th Street em Cleveland, OH                                               | 1990                | |
| I-190      | 28,34            | 45,61            | I-90 / New York State Thruway em Cheektowaga, NY                             | Autoroute 405 em Lewiston, NY                                                   | 1959                | |
| I-290      | 9,80             | 15,77            | I-190 em Tonawanda, NY                                                       | I-90 / New York State Thruway em Williamsville, NY                              | 1964                | |
| I-390      | 76,06            | 122,41           | I-86 / NY 17 em Avoca, NY                                                    | I-490 em Gates, NY                                                              | 1973                | |
| I-490      | 37,40            | 60,19            | I-90 / New York State Thruway em Bergen, NY                                  | I-90 / New York State Thruway em Victor, NY                                     | 1970                | |
| I-590      | 5,31             | 8,55             | I-390 em Brighton, NY                                                        | I-490 / NY 590 em Rochester, NY                                                 | 1980                | |
| I-690      | 14,19            | 22,84            | I-90 / New York State Thruway / NY 690 em Van Buren, NY                      | I-481 em East Syracuse, NY                                                      | 1962                | |
| I-790      | 2,41             | 3,88             | I-90 / New York State Thruway em Deerfield, NY                               | NY 5A / NY 55 em Utica, NY                                                      | 1961                | |
| I-890      | 9,35             | 15,05            | I-90 / New York State Thruway em Rotterdam, NY                               | I-90 / New York State Thruway em Guilderland, NY                                | 1962                | |
| I-990      | 6,35             | 10,22            | I-290 em Amherst, NY                                                         | NY 263 próximo de Lockport, NY                                                  | 1985                | Número mais alto da rede de autoestradas interestaduais |
| I-190      | 19,26            | 31,00            | I-290 em Worcester, MA                                                       | Route 2 em Leominster, MA                                                       | 1983                | |
| I-290      | 20,16            | 32,44            | I-395 em Auburn, MA                                                          | I-495 em Marlborough, MA                                                        | 1970                | |
| I-291      | 6,02             | 9,69             | I-91 em Windsor, CT                                                          | I-84 em Manchester, CT                                                          | 1994                | |
| I-691      | 8,38             | 13,49            | I-84 à la limite entre Southington et Cheshire, CT                           | I-91 em Meriden, CT                                                             | 1988                | |
| I-291      | 5,44             | 8,75             | I-91 em Springfield, MA                                                      | I-90 / Massachusetts Turnpike em Chicopee, MA                                   | 1972                | |
| I-391      | 4,46             | 7,18             | I-91 em Chicopee, MA                                                         | High Street em Holyoke, MA                                                      | 1970                | |
| I-293      | 11,18            | 17,99            | I-93 / NH 101 em Manchester, NH                                              | I-93 / Everett Turnpike em Hooksett, NH                                         | 1976                | |
| I-393      | 4,60             | 7,40             | I-93 em Concord, NH                                                          | NH 9 em Pembroke, NH                                                            | 1979                | |
| I-194      | 1,20             | 1,93             | McKenzie Drive em Bismarck, ND                                               | I-94 próximo de Mandan, ND                                                      | 1958                | Não sinalizada |
| I-394      | 9,75             | 15,69            | I-494 / US 12 em Minnetonka, MN                                              | 4th Street em Minneapolis, MN                                                   | 1991                | |
| I-494      | 42,94            | 69,11            | I-94 / I-694 em Maple Grove, MN                                              | I-94 / I-694 em Woodbury, MN                                                    | 1985                | Segmento a oeste e ao sul do rodoanel de Minneapolis–Saint Paul |
| I-694      | 30,77            | 49,52            | I-94 / I-494 em Maple Grove, MN                                              | I-94 / I-494 em Woodbury, MN                                                    | 1970                | Segmento ao norte e ao leste do rodoanel entorno de Minneapolis–Saint Paul |
| I-794      | 3,75             | 6,04             | I-43 / I-94 em Milwaukee, WI                                                 | WIS 794 em Milwaukee, WI                                                        | 1980                | |
| I-894      | 4,70             | 7,56             | I-41 / I-94 em Milwaukee, WI                                                 | I-41 / I-43 / I-94 em Milwaukee, WI                                             | 1966                | Forma um multiplex total com a I-41 |
| I-294      | 53,42            | 85,97            | I-80 / I-94 em South Holland, IL                                             | I-94 em Deerfield, IL                                                           | 1968                | |
| I-194      | 3,38             | 5,44             | I-94 em Battle Creek, MI                                                     | M-66 em Battle Creek, MI                                                        | 1961                | |
| I-195      | 4,42             | 7,11             | I-95 / SR 112 em Miami, FL                                                   | SR 905 em Miami Beach, FL                                                       | 1961                | |
| I-295      | 61,04            | 98,23            | Rodoanel entorno de Jacksonville, FL                                         | Rodoanel entorno de Jacksonville, FL                                            | 1970                | |
| I-395      | 1,29             | 2,08             | I-95 em Miami, FL                                                            | MacArthur Causeway em Watson Island, Miami, FL                                  | 1971                | |
| I-595      | 12,86            | 20,70            | I-75 / SR 869 em Weston, FL                                                  | US 1 em Fort Lauderdale, FL                                                     | 1990                | |
| I-795      | 7,40             | 11,90            | I-95 ao sul de Jacksonville, FL                                              | I-295 em Jacksonville, FL                                                       | Proposta            | Atualmente indicada como SR 9B até ser aprovada pela AASHTO para inclusão na rede interestadual. |
| I-295      | 34,00            | 54,70            | Cliffdale Road em Fayetteville, NC                                           | I-95 / US 13 próximo de Eastover, NC                                            | 2019                | Rodoanel externo de Fayetteville; a ser concluído em 2026 |
| I-795      | 25,46            | 40,97            | US 70 / US 117 em Goldsboro, NC                                              | I-95 / US 264 em Wilson, NC                                                     | 2007                | |
| I-195      | 3,24             | 5,21             | SR 195 em Richmond, VA                                                       | I-64 / I-95 em Richmond, VA                                                     | 1970                | |
| I-295      | 52,56            | 84,59            | I-95 próximo de Petersburg, VA                                               | I-64 próximo de Short Pump, VA                                                  | 1980                | |
| I-395      | 13,39            | 21,55            | I-95 / I-495 em Springfield, VA                                              | US 50 em                                                                        | 1977                | Rota original da I-95 através de Washington, D.C. |
| I-195      | 2,41             | 3,88             | I-395 em Washington, D.C.                                                    | US 50 em Washington, D.C.                                                       | Proposta            | Atualmente é a I-395; a I-395 será realinhada com a I-695 |
| I-295      | 8,05             | 12,96            | I-95 / I-495 próximo de Forest Heights, MD                                   | I-695 em Washington, D.C.                                                       | 1964                | |
| I-695      | 2,00             | 3,22             | I-395 em Washington, D.C.                                                    | I-295 em Washington, D.C.                                                       | 1958                | A rota se tornará parte da I-395 |
| I-195      | 4,71             | 7,58             | I-95 / MD 166 próximo de Catonsville, MD                                     | Aeroporto Internacional de Baltimore-Washington                                 | 1990                | |
| I-395      | 1,98             | 3,19             | I-95 em South Baltimore, MD                                                  | West Pratt Street em Baltimore, MD                                              | 1981                | |
| I-495      | 64,00            | 103,00           | Rodoanel entorno de Washington, D.C.                                         | Rodoanel entorno de Washington, D.C.                                            | 1961                | Capital Beltway; passa pela Virgínia, Maryland e uma pequena seção de Washington, D.C.. |
| I-595      | 19,97            | 32,14            | I-95 / I-495 / US 50 próximo de Washington, D.C.                             | US 50 / US 301 / MD 70 em Annapolis, MD                                         | 2011                | Não sinalizada |
| I-695      | 30,57            | 49,20            | Rodoanel entorno de Baltimore, MD                                            | Rodoanel entorno de Baltimore, MD                                               | 1958                | |
| I-795      | 8,99             | 14,47            | I-695 em Pikesville, MD                                                      | MD 140 em Reisterstown, MD                                                      | 1985                | |
| I-895      | 11,44            | 18,41            | I-95 próximo de Elkridge, MD                                                 | I-95 em Baltimore, MD                                                           | 1979                | |
| I-295      | 92,30            | 148,54           | I-95 / I-495 em New Castle, DE                                               | I-95 em Bristol Township, PA                                                    | 1994                | Também disponível na Nova Jérsia |
| I-495      | 11,47            | 18,46            | I-95 / I-295 em Newport, DE                                                  | I-95 em Município de Lower Chichester, PA                                       | 1977                | |
| I-195      | 34,17            | 54,99            | I-295 em Hamilton Township, NJ                                               | Route 34 em Wall Township, NJ                                                   | 1968                | |
| I-295      | 9,79             | 15,76            | NY 25 / NY 24 em Queens, NY                                                  | Bruckner Interchange em Bronx, NY                                               | 1970                | |
| I-495      | 71,02            | 114,30           | Queens Midtown Tunnel em Manhattan, NY                                       | CR 58 em Riverhead, NY                                                          | 1958                | |
| I-695      | 1,77             | 2,85             | I-95 em Bronx, NY                                                            | I-295 em Bronx, NY                                                              | 1986                | |
| I-395      | 66,60            | 107,18           | I-95 em East Lyme, CT                                                        | I-290 em Auburn, MA                                                             | 1983                | |
| I-195      | 44,55            | 71,70            | I-95 em Providence, RI                                                       | I-495 / Route 25 em Wareham, MA                                                 | 1958                | |
| I-295      | 26,58            | 42,78            | I-95 em Warwick, RI                                                          | I-95 em Attleboro, MA                                                           | 1969                | |
| I-495      | 121,56           | 195,63           | I-195 / Route 25 em Wareham, MA                                              | I-95 em Salisbury, MA                                                           | 1957                | |
| I-195      | 1,55             | 2,49             | I-95 / Maine Turnpike em Saco, ME                                            | SR 5 em Saco, ME                                                                | 1980                | |
| I-295      | 53,11            | 85,47            | I-95 / Maine Turnpike em Scarborough, ME                                     | I-95 / Maine Turnpike em Gardiner, ME                                           | 1960                | |
| I-395      | 4,99             | 8,03             | I-95 / US 2 / SR 100 em Bangor, ME                                           | US 1A em Brewer, ME                                                             | 2008                | |
| I-495      | 3,70             | 5,95             | I-95 / Maine Turnpike em Portland, ME                                        | I-295 / US 1 em Falmouth, ME                                                    | 2004                | Não sinalizada |
| I-196      | 80,65            | 129,79           | I-94 / US 31 próximo de Benton Harbor, MI                                    | I-96 / M-37 em Grand Rapids, MI                                                 | 1963                | |
| I-296      | 3,43             | 5,52             | I-196 em Grand Rapids, MI                                                    | I-96 / M-37 em Walker, MI                                                       | 1962                | |
| I-496      | 11,78            | 18,96            | I-69 / I-96 próximo de Lansing, MI                                           | I-96 / US 127 próximo de Lansing, MI                                            | 1970                | |
| I-696      | 29,39            | 47,30            | I-96 / I-275 / M-5 em Novi, MI                                               | I-94 em Roseville, MI                                                           | 1989                | |
|            |                  |                  |                                                                              |                                                                                 |                     | |